# Barrage de Karadj
Le barrage de Karadj (en persan : سد كرج, sad-e Karaj) ou barrage d'Amir Kabir
(en persan : سد امیرکبیر, sad-e Amir Kabir) est un barrage situé à 63 km au nord-ouest de Téhéran et sur le kilomètre 23 de la route de Karaj à Chalus. Il est l'une des principales sources d'approvisionnement en eau de la région métropolitaine de Téhéran.